# 黑尔县 (亚拉巴马州)
黑尔县（英語：Hale County）是位于美国亚拉巴马州中西部的一个县，县治格林斯博罗。根据美国人口调查局2000年统计，共有人口17,185，其中非裔美国人占58.95%、白人占39.83%。